# Кубок Кассара
Кубок Кассара — футбольний турнір на Мальті, в якому брали участь два найсильніші мальтійські клуби і дві англійські військові команди. Проходив за системою плей-оф. Заснований у 1920 році.

## Історія
Турнір заснований в 1920 році Антоніо Кассаром Торреджані, що був відомим бізнесменом, членом впливової на Мальті сім'ї Кассар-Торреджані. Кассар пожертвував для змагань кубок, який і назвали на його честь. Доходи від турніру йшли на користь місцевих благодійних організацій. Участь у змаганнях брали два мальтійських клуби — чемпіон країни та срібний призер чемпіонату або володар національного кубку. Ще дві команди-учасниці представляли різні англійські військові формування. Це могли бути чемпіони футбольних змагань серед солдатів, матросів, переможці Ліги Об'єднаних Служб (the United Services League) тощо.
Змагання було престижним і популярним на острові Мальта, особливо у 1930-ті роки. Після Другої світової війни було відновлене і проіснувало до 1969 року. З появою Єврокубків цей турнір втратив значну частину своєї популярності, що й змусило організаторів скасувати його проведення.

## Фінали
| Сезон   | Переможець                                             | Фіналіст                         | Рахунок     |
| ------- | ------------------------------------------------------ | -------------------------------- | ----------- |
| 1920/21 | «Флоріана»                                             | Королівська гарнізонна артилерія | 1:0         |
| 1922/23 | «Флоріана»                                             | Королівська гарнізонна артилерія | 1:0         |
| 1923/24 | «Сліма Вондерерс»                                      | Гордонські гайлендери            | 3:1         |
| 1924/25 | «Сліма Вондерерс»                                      | Четверта Флотилія                | 1:0         |
| 1925/26 | Перший батальйон Дорсетс                               | ГМС Ковентрі                     | 3:2         |
| 1926/27 | Королівська Артилерія                                  | ГМС Малая                        | 4:2         |
| 1927/28 | ГМС Королева Єлизавета                                 | «Флоріана»                       | 2:1         |
| 1928/29 | ГМС Бергем                                             | «Флоріана»                       | 2:1         |
| 1929/30 | Королівський піхотний полк                             | Перша флотилія                   | 3:0         |
| 1930/31 | ГМС Рівенж                                             | Вустерширський полк              | 2:1         |
| 1931/32 | Вустерширський полк                                    | «Сліма Вондерерс»                | 3:2         |
| 1932/33 | Вустерширський полк Четверта флотилія міноносців       |                                  | не відбувся |
| 1933/34 | «Сліма Вондерерс»                                      | «Гіберніанс»                     | 2:1         |
| 1934/35 | «Сліма Вондерерс»                                      | «Флоріана»                       | 1:0         |
| 1935/36 | «Флоріана»                                             | «Сліма Вондерерс»                | 2:1         |
| 1936/37 | «Флоріана»                                             | «Гіберніанс»                     | 7:0         |
| 1937/38 | «Сліма Вондерерс»                                      | Меліта                           | 5:0         |
| 1938/39 | «Сліма Вондерерс»                                      | Королівський флот                | 3:2         |
| 1939/40 | Армія                                                  | «Сліма Вондерерс»                | 3:1         |
| 1944/45 | «Валетта»                                              | «Флоріана»                       | 2:1         |
| 1945/46 | «Сліма Вондерерс»                                      | Королівський флот                | 3:2         |
| 1946/47 | «Хамрун Спартанс»                                      | «Валетта»                        | 2:1         |
| 1947/48 | 1-й береговий полк королівської мальтійської артилерії | «Хамрун Спартанс»                | 3:1         |
| 1948/49 | «Хамрун Спартанс»                                      | Королівський флот                | 5:1         |
| 1949/50 | «Флоріана»                                             | «Хамрун Спартанс»                | 2:1         |
| 1950/51 | Армія / Королівські ВПС (комбінована команда)          | «Хамрун Спартанс»                | 3:1         |
| 1951/52 | «Флоріана»                                             | «Хамрун Спартанс»                | 2:0         |
| 1952/53 | «Флоріана»                                             | «Біркіркара»                     | 2:1         |
| 1953/54 | «Флоріана»                                             | «Хамрун Спартанс»                | 2:1         |
| 1955/56 | «Сліма Вондерерс»                                      | «Флоріана»                       | 2:1         |
| 1956/57 | «Сліма Вондерерс»                                      | «Хамрун Спартанс»                | 5:0         |
| 1957/58 | «Флоріана»                                             | «Сліма Вондерерс»                | 2:1         |
| 1958/59 | «Валетта»                                              | «Хамрун Спартанс»                | 2:1         |
| 1959/60 | «Сліма Вондерерс»                                      | «Валетта»                        | 1:0         |
| 1960/61 | «Флоріана»                                             | «Сліма Вондерерс»                | 6:0         |
| 1961/62 | «Гіберніанс»                                           | «Сліма Вондерерс»                | 1:0         |
| 1962/63 | «Гіберніанс»                                           | «Флоріана»                       | 2:1         |
| 1965/66 | «Валетта»                                              | «Сліма Вондерерс»                | 3:1         |
| 1966/67 | «Сліма Вондерерс»                                      | «Гіберніанс»                     | 1:0         |
| 1968/69 | «Валетта»                                              | «Сліма Вондерерс»                | 0:0, 2:1    |

## Переможці
| Клуб                | Перемоги | Сезони                                                           |
| ------------------- | -------- | ---------------------------------------------------------------- |
| Сліма Вондерерс     | 11       | 1924, 1925, 1934, 1935, 1938, 1939, 1946, 1956, 1957, 1960, 1967 |
| Флоріана            | 10       | 1921, 1923, 1936, 1937, 1950, 1952, 1953, 1954, 1958, 1961       |
| Валетта             | 4        | 1945, 1959, 1966, 1969                                           |
| Гіберніанс          | 2        | 1962, 1963                                                       |
| Хамрун Спартанс     | 2        | 1947, 1949                                                       |
| Вустерширський полк | 2        | 1932, 1933                                                       |

## Подробиці

### 1924—1925
Півфінали
- Флоріана — Четвертий флот — 1:2
- Сліма Вондерерс — Східний Ланкаширський полк — 1:0

Фінал
- «Сліма Вондерерс» — Четвертий флот — 1:0

### 1926—1927
Півфінали
- 23.04. Сліма Вондерерс — ГМС Малая — 0:3
- 24.04. Сент-Джордж[3] — Королівська Артилерія — 3:4

Фінал
- Королівська артилерія — ГМС Малая — 4:2

### 1933—1934
Півфінали
- Гіберніанс — Роял Северен — ?

Фінал
- Сліма Вондерерс — Гіберніанс — 2:1

### 1936—1937
Півфінали
- Флоріана — Стрілецька бригада — 1:1 (Лелі Каух — Леопольд Марат (автогол)), 3:0 (Чансу Фріг'єрі-2, Віккерс)
- Гіберніанс — Королівська артилерія — 2:0 (Туру Теобальд, Гаррі Браун)

Фінал
- Флоріана — Гіберніанс — 7:0 (Фріг'єрі-2, Каух, Голланд-4)

### 1937—1938
Півфінали
- 6.02.1938. Сліма Вондерерс — Армія і Королівські ВПС — 2:1 (Гуці Пасе, 33, Карло Пінтер[6], 71-пен — Кемп, 28)
- 10.02.1938. Королівський флот — Флоріана — 2:1 (Морган, 55, Кінгдом, 60 — Горацій Герберт, 43)

Фінал
- Сліма Вондерерс — Королівський флот — 3:2 (Тоні Ніколл, 50, 71, Салву Саммут, 68 — Гадспіт, 23, Кінгдом, 40)

Сліма Вондерерс: Гаррі Едвардс, Джонні Едвардс, Еффіє Борг, Гуці Гаучі, Роббі Декесаре, Оскар Сансоне, Франц Фрайбергер, Салву Саммут, Тоні Ніколл, Карло Пінтер, Гузі Пасе
Королівський флот: Тодд, Тугуд, Драббл, Ендрюс, Магвайр, Сток, Гадспід, Елліот, Новлес, Кінгдом, Морган